# Судовишнянська школа іконопису
Судовишнянська іконописна школа — випускники малярської школи з центром у Судовій Вишні, що сформували коло вишенських малярів. Розквіт школи припадає на XVII століття.

## Представники
- Борисевич Яків
- Бродлакович-Вишенський Ілія
- Василь Маляр
- Вишенський Теодор (Федір)
- Вишенський Стефан
- Грицько
- Дзенгалович Стефан
- Іван
- Іван з Вишні
- Кутлик Василь
- Мазуркевич Іван
- Стефан
- Яків
- Яцько

## Ікони
- В'їзд до Єрусалима. Кінець XVII — початок XVIII ст.
- Ікона-портрет Феді Стефаників. 1668 р.
- Гоніння на церкву. Середина XVII ст.
- Розп'яття з пристоящими та сімейним портретом священика Мельницького. XVII ст.
- Богоматір з немовлям. XVII ст. Бродлакович-Вишенський Ілія
- Старозавітня Трійця. 1637 р.
- Ікона Св. Антонія
- Св. Петро і Павло. Перша половина XVII ст.
- Ілля на колісниці. Перша половина XVII ст.
- Усікновення голови Івана Предтечі. Середина XVII ст.
- Різдво Богородиці. 1658–1680. Федір, маляр вишенський
- Успіння Пресвятої Богородиці. XVII ст.
- Архистратиг Михаїл. XVII ст. І.Бродлакович (Вишенський)
- Святий Микола Чудотворець. XVII ст. І.Бродлакович (Вишенський)